# Hagen Wangemann
Hagen Wangemann (* in Halle (Saale)) ist ein deutscher Journalist und Fernsehmoderator.

## Leben
Wangemann war ab 1990 als freier Mitarbeiter für verschiedene Redaktionen von Tageszeitungen und Nachrichtenagenturen tätig. Nach dem Abschluss seines Studiums, welches er in Leipzig und Edinburgh absolvierte, begann er 1995 beim Mitteldeutschen Rundfunk. Seit 1997 arbeitet er für die Redaktion von MDR aktuell als Reporter und Redakteur, seit 2007 ist er als Nachrichtensprecher und Moderator für die Fernsehausgaben der Sendung tätig, seit August 2022 verantwortet er zudem als Chef vom Dienst die Hauptausgaben.
Wangemann ist verheiratet und Vater von zwei Kindern. Er lebt in Leipzig.